# IC 2219
IC 2219 ist eine Spiralgalaxie vom Hubble-Typ Sc im Sternbild Krebs auf der Ekliptik. Sie ist schätzungsweise 231 Millionen Lichtjahre von der Milchstraße entfernt.
Das Objekt wurde am 10. Februar 1896 von Stéphane Javelle entdeckt.